# 2022년 9월 죽음
다음은 2022년 9월에 사망한 저명한 인물 목록이다.
- 9월 2일 - 미국의 천문학자 프랭크 드레이크
- 9월 4일
  - 대한민국의 역도 선수 이형근
  - 스웨덴의 영화배우 보 브런딘
- 9월 7일
  - 대한민국의 정치인 이정규
  - 미국의 영화배우 마샤 헌트
- 9월 8일 - 영국의 여왕 엘리자베스 2세
- 9월 9일
  - 미국의 영화배우, 각본가 마크 밀러
  - 미국의 영화배우 잭 깅
- 9월 11일 - 스페인의 소설가 하비에르 마리아스
- 9월 13일
  - 대한민국의 정치학자 서대숙
  - 오스트레일리아의 영화배우 잭 찰스
  - 프랑스, 스위스의 영화감독 장뤽 고다르
- 9월 14일
  - 대한민국의 정치인 박병윤
  - 그리스의 영화배우, 가수 이레네 파파스
  - 미국의 연극영화배우 헨리 실바
- 9월 15일
  - 대한민국의 야구감독 이재환
  - 미국의 철학자 솔 크립키
- 9월 16일 - 이란 경찰 구금 중 사망한 쿠르드 여성 마흐사 아미니
- 9월 17일
  - 대한민국의 싱어송라이터 박정운
  - 네덜란드의 천문학자 마르턴 스밋
- 9월 18일
  - 미국의 공학자 닉 홀로니악
  - 튀르키예의 레슬링선수 무스타파 다으스탄르
- 9월 19일 - 러시아의 우주인 발레리 폴랴코프
- 9월 20일
  - 대한민국의 군인 김용휴
  - 대한민국의 교육학자 문병집
  - 대한민국의 정치인 최우근
- 9월 22일 - 영국의 소설가 힐러리 맨텔
- 9월 23일
  - 미국의 영화배우 루이즈 플레처
  - 폴란드의 영화배우 프란치셰크 피에치카
- 9월 24일
  - 대한민국의 시인 이운룡
  - 멕시코의 영화배우 키튼 나티비더드
- 9월 25일
  - 대한민국의 소설가 김성동
  - 소련의 역도선수 라파옐 치미시캰
- 9월 28일 - 미국의 래퍼 쿨리오
- 9월 29일
  - 대한민국의 정치인 고재일
  - 미국의 야구선수 엑토르 로페스
  - 네덜란드의 축구선수 로프 란스베르헌
  - 프랑스의 고고학자, 역사가 폴 벤
- 9월 30일 - 소련의 역도선수 유리 자이체프